# Duerská pustina

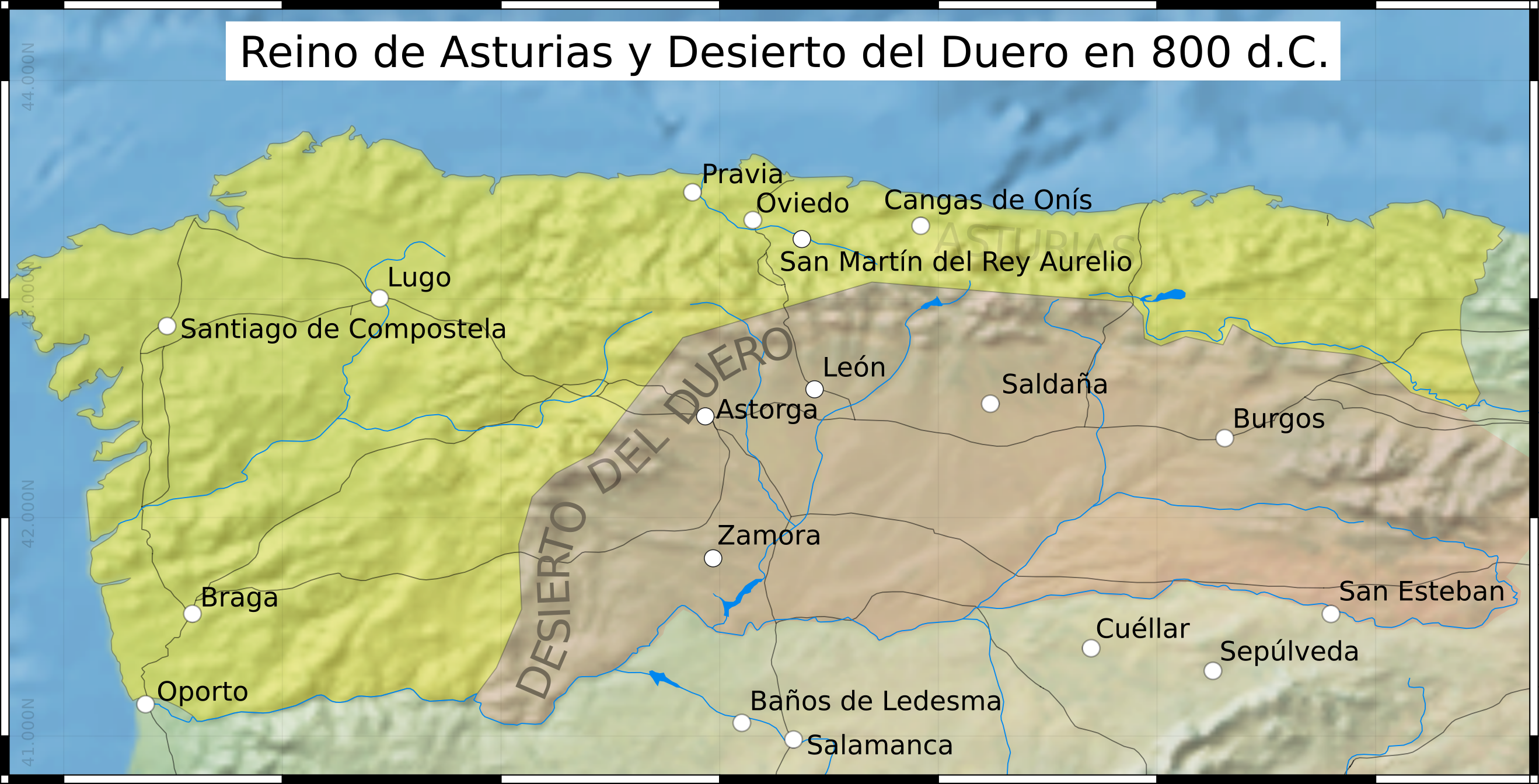
Asturské království a oblast Duerské pustiny kolem roku 800

Duerská pustina byla oblast v povodí řeky Duero, která byla vylidněna v období sucha a hladomoru (751–756), které přinutily muslimy z údolí Duera k ústupu na jih nebo na linii Ebra ve východních oblastech.
V důsledku těchto skutečností zůstalo mnoho míst pustých a vylidněných, což umožnilo vymezit hranici mezi křesťany a muslimy. Mezi muslimy a křesťany tak zůstaly jen dvě styčné oblasti: střední povodí Ebra a katalánské pobřeží. Křesťané je záhy opevnili řadou hradů, podle nichž pak obě dostaly svá jména – Kastilie (od slova castella, které v latině znamená hrady) a Katalánsko (podle některých verzí země castlans neboli hradních pánů).
Vznik pusté oblasti v povodí řek Duera a Ebra měl v dějinách středověkého Španělska zásadní význam. Toto území sloužilo hlavně strategickým účelům, avšak nevylidnilo se úplně, jak některé zdroje tvrdí. Přestože v něm došlo k rozkladu administrativních a společenských struktur, zůstaly tam některé velmi malé a rozptýlené skupinky či dokonce vesnice a menší města.
Území nikoho vymezilo dvě Španělska: muslimské, které zahrnovalo téměř všechna důležitá města poloostrova a zdědilo vizigótskou ekonomiku s městskou tradicí, a křesťanské v asturských horách nebo navarrsko-aragonských Pyrenejích s jediným významným městem – Pamplonou, jež byla do té doby vojenskou enklávou vizigótské moci v nepřátelské baskické zemi. Křesťanské Španělsko, rozkládající se ve vlhkých horských oblastech poloostrova, se v počátečním období opíralo o velmi chudou a primitivní lokální ekonomiku.